# Sonya Bach
 (décembre 2016).
Sonya Bach (née en 1981) est une pianiste sud-coréenne.

## Biographie
Après deux ans de leçons, elle a donné son premier concert à l'âge de cinq ans. Quatre ans plus tard, en 1990, elle était accompagnée par l'Orchestre symphonique de Séoul. Sonya Bach a étudié à la Juilliard School à New York et à l'Accademia pianistica « Incontri col Maestro » en Italie. Son professeur était Lazar Berman. 1996, elle a obtenu le Gina Bachauer Memorial Award. Elle a reçu d'autres prix, dont le prix spécial au 12e Concours international de musique Gian Battista Viotti, le premier prix au Concours international de piano St. Charles aux États-Unis, l'ECO Concours international de musique en Italie, le 1er prix au Concours international de musique Eugen d'Albert en novembre 2012 à Lugano, en Suisse.